# Richard Schuil
Richard Schuil (Leeuwarden, 2 de maio de 1973) é um jogador de voleibol de praia dos Países Baixos.
Em vôlei de quadra, Schuil participou de três olimpíadas integrando a Seleção Neerlandesa de Voleibol Masculino: Atlanta 1996, Sydney 2000 e Atenas 2004. Na primeira, em 1996, sagrou-se campeão olímpico.
A partir de 2004 passou a se dedicar ao voleibol de praia tendo como parceiro seu ex-companheiro de seleção neerlandesa Reinder Nummerdor. Participaram juntos nas olimpíadas de Pequim 2008 e Londres 2012.